# Villevaudé
 Villevaudé  es una población y comuna francesa, en la región de Isla de Francia, departamento de Sena y Marne, en el distrito de Torcy y cantón de Claye-Souilly.

## Demografía
| 130 | 720 | 703 | 640 | 694 | 686 | 658 | 703 | 680 | 692 | 727 | 616 | 637 | 597 | 646 | 607 | 615 | 675 | 669 | 585 | 558 | 625 | 658 | 633 | 534 | 651 | 668 | 897 | 936 | 1 076 | 1 348 | 1 602 | 1 651 |
| Para los censos de 1962 a 1999 la población legal corresponde a la población sin duplicidades (Fuente: INSEE [Consultar]) |     |     |     |     |     |     |     |     |     |     |     |     |     |     |     |     |     |     |     |     |     |     |     |     |     |     |     |     |       |       |       |       |